# Apollinár
Az Apollinár a görög eredetű latin Apollinaris rövidülése: Apollóhoz tartozó, neki szentelt. Női párja: Apollinária.

## Gyakorisága
Az 1990-es években szórványosan fordult elő, a 2000-es években nem szerepel a 100 leggyakoribb férfinév között.

## Névnapok
- január 8.[2]
- július 23.[2]
- szeptember 2.[2]
- október 5.[2]